# Operazione Frequent Wind
L'operazione Frequent Wind fu un'evacuazione tramite elicotteri di civili americani e sud-vietnamiti dalla capitale Saigon, avvenuta tra il 29 ed il 30 aprile 1975 a seguito della offensiva dell'esercito del Vietnam del Nord, giunto fino nella capitale, e che segnò di fatto la fine della guerra del Vietnam.
Il piano di evacuazione di civili americani e di paesi terzi da Saigon era stato previsto già da diversi anni prima del suo effettivo conseguimento ed aveva come nome in codice operazione Talon Vise, che venne tuttavia modificato in Perfect Wind successivamente. Il piano prevedeva l'evacuazione ed il trasporto di circa 8 000 persone tra le quali però non erano contemplati i fuggitivi sud-vietnamiti, calcolati in circa 17 000 persone tra impiegati nelle Ambasciate ed in altri uffici americani. Esso contemplava quattro possibili opzioni per l'operazione di evacuazione e soccorso:
- Il trasporto per via aerea tramite le linee civili in partenza dall'Aeroporto internazionale di Tan Son Nhat ed altri aeroporti della regione
- Il trasporto per via aerea tramite l'uso di aerei militari
- Il trasporto dal solo aeroporto di Saigon
- Il trasporto tramite elicotteri in partenza dalle navi della Marina statunitense di base nel Mar Cinese Meridionale.

I preparativi a terra per l'evacuazione vennero organizzati da un apposito centro denominato Evacuation Control Center reso operativo a partire dal 1º aprile.